# 김하균
김하균(金河均, 1959년 8월 23일 ~ )은 대한민국의 배우이다. 한때 성우로 활동하기도 하였다.
신장은 179cm이고 체중은 75kg이다. 1978년 대학 1학년 재학 중 연극배우로 첫 데뷔하였고. 그로부터 7년 후 1986년 KBS 한국방송공사 공채 20기 성우로 정식 데뷔하였다. 2년 후 1988년 영화 《연산일기》의 단역으로 영화배우 데뷔하였고 이듬해 1989년 동아대학교 환경공학과를 입학 11년만에 학사 학위 취득하였으며 1991년 KBS 한국방송공사 14기 공채 탤런트로 데뷔하였고, 이후 2000년에는 영화 《이프(If)》의 단역으로 12년만에 영화 분야 컴백을 하였다.
바둑에 취미가 있으며, 사극과 현대극 드라마에서 주연과 조연을 넘나들며 농익은 연기를 소화하는 배우로 유명하다.

## 학력
- 진해중앙국민학교
- 성지중학교
- 부산중앙고등학교
- 동아대학교 환경공학과 학사

## 출연작

### 드라마
- 1991년 KBS2 수목드라마 《아스팔트 내 고향》
- 1992년 KBS1 설날특집드라마 《너의 이름은 효자》
- 1992년 KBS2 미니시리즈 《검은 자화상》
- 1992년 KBS1 대하드라마 《삼국기》 ... 대걸걸중상 역
- 1992년 KBS1 특집드라마 《대리인》
- 1993년 KBS2 미니시리즈 《백색 미로》
- 1993년 KBS1 특집드라마 《은하의 강》
- 1993년 KBS1 다큐멘터리극장 《12.12》구정길 역
- 1994년 MBC 미니시리즈 《사랑을 그대 품안에》
- 1994년 KBS2 대하드라마 《한명회》 ... 윤구[2] 역
- 1994년 KBS2 주말연속극 《딸부잣집》
- 1994년 MBC 주말연속극 《서울의 달》
- 1995년 SBS 주말극장 《옥이 이모》 ... 박 형사 역
- 1995년 KBS2 일일연속극 《원지동 블루스》
- 1995년 KBS2 청소년드라마 《신세대 보고 어른들은 몰라요》
- 1995년 KBS1 대하드라마 《김구》 ... 기자 역
- 1996년 KBS2 납량특집드라마 《전설의 고향 - 내 혼백 남의 육신》 ... 사또 역
- 1996년 KBS2 납량특집드라마 《전설의 고향 - 열불열비》
- 1996년 KBS1 대하드라마 《용의 눈물》 ... 박서생 역
- 1997년 KBS2 납량특집드라마 《전설의 고향 - 검룡소애》
- 1997년 KBS2 미니시리즈 《스타》
- 1997년 KBS2 미니시리즈 《그대 나를 부를 때》
- 1997년 KBS1 아침드라마 《TV소설 모정의 강》
- 1997년 KBS2 주말연속극 《웨딩드레스》
- 1998년 KBS1 아침드라마 《TV소설 너와 나의 노래》
- 1998년 KBS1 대하드라마 《왕과 비》 ... 취금헌 박팽년 역
- 1998년 KBS2 미니시리즈 《거짓말》 ... 약사 역
- 1998년 KBS2 미니시리즈 《킬리만자로의 표범》
- 1998년 MBC 미니시리즈 《내일을 향해 쏴라》 ... 매니저 이만동 역
- 1998년 SBS 일일연속극 《7인의 신부》
- 1998년 KBS2 단막드라마 《싱싱 손자병법》
- 1998년 KBS2 주말연속극 《종이학》
- 1998년 SBS 일일연속극 《미우나 고우나》
- 1999년 KBS2 어린이드라마 《누룽지 선생과 감자 일곱개》 ... 황평도 역
- 1999년 KBS1 아침드라마 《TV소설 누나의 거울》
- 1999년 SBS 일요아침드라마 《달콤한 신부》
- 1999년 MBC 미니시리즈 《햇빛속으로》
- 1999년 MBC 농촌드라마 《전원일기》903화 (양촌리 처녀 복길이) 내기 바둑꾼 역
- 1999년 KBS1 일일연속극 《해뜨고 달뜨고》
- 1999년 KBS2 금요드라마 《부부클리닉 사랑과 전쟁》 ... 게스트 역
- 2000년 KBS1 대하드라마 《태조 왕건》 ... 태평 역
- 2000년 KBS2 일일시트콤 《멋진 친구들》
- 2000년 MBC 미니시리즈 《뜨거운 것이 좋아》
- 2000년 MBC 미니시리즈 《비밀》
- 2000년 MBC 단막극 《MBC 베스트극장 - 내 인생의 스타카토》
- 2000년 SBS 드라마스패셜 《여자만세》
- 2001년 MBC 미니시리즈 《반달곰 내 사랑》
- 2001년 KBS2 대하드라마 《명성황후》 ... 사이온지 긴모치[3] 역
- 2001년 SBS 드라마스페셜 《피아노》 ... 오 대리 역
- 2001년 KBS2 일일연속극 《여자는 왜?》
- 2002년 MBC 일요아침드라마 《사랑을 예약하세요》 ... 김학남 역
- 2002년 MBC 미니시리즈 《위기의 남자》
- 2002년 EBS1 주간드라마 《역사탐구 과거와의 대화》
- 2002년 MBC 미니시리즈 《내 사랑 팥쥐》- 차 과장 역
- 2002년 KBS2 추석특집극 《첨성대의 달》 ... 병섭 역
- 2002년 MBC 미니시리즈 《어사 박문수》 ... 장수장 역
- 2003년 SBS 대기획 《올인》 ... 손 비서 역
- 2003년 MBC 일일연속극 《인어 아가씨》 201회 제주도 현지 택시 기사역
- 2003년 EBS1 주간드라마 《역사극장》
- 2003년 KBS2 단막극 《드라마시티 - 오줌장군》 ... 아버지 역
- 2003년 MBC 단막극 《MBC 베스트극장 - 사랑한다 말하기》
- 2003년 KBS2 청소년드라마 《성장드라마 반올림》 ... 김정식 역
- 2003년 KBS1 대하드라마 《무인시대》 ... 김광립 역
- 2003년 SBS 주간시트콤 《형사》
- 2003년 SBS 주말특별기획 《천년지애》
- 2003년 KBS2 단막극 《드라마시티 - 문제작》 ... 박 PD 역
- 2003년 KBS2 단막극 《드라마시티 - 사진사 홍봉구》 ... 홍봉구 역
- 2004년 SBS 주말특별기획 《발리에서 생긴 일》 ... 여행사 사장 조상배 역
- 2004년 KBS2 주말연속극 《애정의 조건》 ... 문방구 역
- 2004년 SBS 일일연속극 《소풍가는 여자》 ... 미용실 원장 역
- 2004년 KBS2 미니시리즈 《북경 내 사랑》 ... 오 상무 역
- 2004년 KBS1 대하드라마 《불멸의 이순신》 ... 천 린(진인)[4] 역
- 2005년 MBC 미니시리즈 《달콤한 스파이》 ... 수사과 형사 조정해 역
- 2005년 KBS1《TV문학관 - 소나기》... 국민학교 선생님 역
- 2006년 MBC 단막극 《MBC 베스트극장 - 토끼의 아리아》 ... 최박사 역
- 2006년 MBC 미니시리즈 《닥터 깽》 ... 황검사 역
- 2006년 MBC 미니시리즈 《넌 어느 별에서 왔니》 ... 조두식 역
- 2006년 MBC 미니시리즈 《90일, 사랑할 시간》 ... 시트콤 '청춘' 정 PD 역
- 2006년 KBS2 아침드라마 《그 여자의 선택》 ... 하재무 역
- 2006년 SBS 금요드라마 《내 사랑 못난이》 ... 신대통 역
- 2006년 KBS1 대하드라마 《대조영》 ... 부기원 역
- 2006년 KBS1 일일연속극 《열아홉 순정》
- 2007년 KBS2 단막극 《드라마시티 - 꽃밭에서》
- 2007년 MBC 미니시리즈 《신 현모양처》
- 2007년 SBS 대하사극 《왕과 나》 ... 장순무 역
- 2007년 MBC 미니시리즈 《고맙습니다》 ... 박택동 역
- 2007년 SBS 주말특별기획 《불량 커플》 ... 조용구 역
- 2007년 SBS 주말특별기획 《조강지처 클럽》 ... 감시중 역
- 2007년 KBS2 일일시트콤 《못말리는 결혼》
- 2008년 KBS2 대하드라마 《대왕 세종》 ... 경암 허조 역
- 2009년 KBS2 대하드라마 《천추태후》 ... 내융 최항 역
- 2009년 SBS 일일연속극 《두 아내》 ... 정태수 역
- 2009년 SBS 일일연속극 《아내가 돌아왔다》 ... 조합장 역 (7회 특별출연)
- 2009년 SBS 드라마스페셜 《카인과 아벨》 ... 오인근 역
- 2010년 KBS2 미니시리즈 《공부의 신》 ... 오달식 역
- 2010년 SBS 아침연속극 《당돌한 여자》 ... 왕만길 역
- 2010년 KBS2 월화드라마 《성균관 스캔들》 ... 대사성 최신묵 역
- 2010년 KBS1 한일강제병합100년특별기획 《자유인 이회영》 ... 옥관빈 역
- 2010년 KBS2 미니시리즈 《프레지던트》
- 2011년 KBS1 대하드라마 《근초고왕》 ... 신라 실성 마립간 역
- 2011년 SBS 일일연속극 《당신이 잠든 사이》 ... 윤황구 역
- 2011년 KBS1 대하드라마 《광개토태왕》 ... 가렴 역
- 2011년 KBS2 월화드라마 《동안미녀》
- 2011년 KBS2 월화드라마 《스파이 명월》 ... 김영탁 역
- 2011년 SBS 드라마스페셜 《보스를 지켜라》 ... 장 비서 역
- 2011년~2012년 JTBC 대하드라마 《인수대비》 ... 청성부원군 형지 한치형 역
- 2012년 SBS 《부탁해요 캡틴》 ... 토니 브라이언 역
- 2012년 TV조선 미니시리즈 《한반도》 ... 김득수 역
- 2012년 SBS 주말특별기획 《바보엄마》 ... 오민석 역
- 2012년 KBS1 대하드라마 《대왕의 꿈》 ... 신라 진평왕 김백정 역
- 2012년 JTBC 주말연속극 《무자식 상팔자》 ... 바리스타 강사 역 (카메오)
- 2012년 MBC 수목드라마 《보고싶다》 ... 형사계장 역
- 2013년 JTBC 대하드라마 《궁중잔혹사 - 꽃들의 전쟁》 ... 완성부원군 지천 최명길 역
- 2013년 SBS 일일드라마 《못난이 주의보》 ... 추만돌 역
- 2014년 SBS 설날특집드라마 《시월의 어느 멋진 날에》 ... (특별출연)
- 2014년 SBS 플러스 월화드라마 《여자만화 구두》 ... 구두수선하는 남자 역
- 2014년 KBS2 TV소설 《일편단심 민들레》 ... 박순희 역
- 2014년 SBS 월화드라마 《비밀의 문》 ... 김상로 역
- 2014년 MBC 수목드라마 《미스터 백》 ... 점쟁이 역
- 2015년 SBS 주말특별기획 《내마음 반짝반짝》 ... 신하성 이사 역
- 2015년 KBS1 대하드라마 《징비록》 ... 양 하오(양호) 역
- 2015년 MBC 수목드라마 《그녀는 예뻤다》 ... 부중만 역
- 2015년 SBS 월화드라마 《육룡이 나르샤》 ... 백윤 역
- 2015년 KBS2 수목드라마 《장사의 신 - 객주 2015》 ... 의주부윤 김형중/전라도관찰사 역
- 2016년 SBS 아침얀속극 《내 사위의 여자》 ... 최달석 역
- 2016년 MBC 수목드라마 《한 번 더 해피엔딩》
- 2016년 KBS2 월화드라마 《우리집에 사는 남자》 ... 신정남 역
- 2016년 SBS 일일드라마 《사랑은 방울방울》 ... 윤계능 역
- 2017년 SBS 시트콤 《초인가족 2017》 ... 박병달 역
- 2017년 KBS2 TV소설 《꽃 피어라 달순아!》 ... 김집사 역
- 2017년 MBC 수목드라마 《로봇이 아니야》 ... 성집사 역
- 2018년 SBS 주말특별기획 《착한마녀전》 ... 박기범 역
- 2018년 KBS2 저녁일일드라마 《끝까지 사랑》 ... 한수창 역
- 2019년 SBS 금토드라마 《녹두꽃》 ... 박원명 역
- 2020년 KBS2 월화드라마 《본 어게인》 ... 성당 신부 역(특별출연)
- 2020년 SBS 아침연속극 《엄마가 바람났다》
- 2021년 KBS2 주말연속극 《오케이 광자매》 ... 전식중 역(특별출연)
- 2022년 tvN 금토드라마 《블라인드》 ... 강영기 역

### 영화
- 1988년 《연산일기》
- 2000년 《이프(If)》 ... 아파트 연인 역
- 2002년 《남자 태어나다》 ... 나이트클럽 사장 역
- 2003년 《강아지 죽는다》 ... 고씨 역
- 2006년 《다세포 소녀》 ... 회장 아빠 역
- 2006년 《두뇌유희 프로젝트, 퍼즐》 ... 남 사장 역(특별출연)
- 2006년 《굿 럭》 ... 김 프로 역
- 2008년 《아기와 나》 ... 왕근 역(특별출연)
- 2009년 《청담보살》 ... 관리반장 역(특별출연)
- 2012년 《저스트 프렌즈》 ... 집 주인 아저씨 역(특별출연)
- 2015년 《연평해전》 ... 갑판장 역
- 2024년 《목화솜 피는 날》 ... 김환중 역

### 연극
- 1993년 《이괄과 흥안군》 ... 조선 인조 역(주연)

### CF
- 삼성전자 에어컨
- 코카콜라
- 베스킨라빈스
- 오뚜기 북경반점 (윤영삼과 함께 출연)
- 농협 목우촌우유
- SONY 캠코더
- 개비스콘
- 일양약품 원비디
- 080 무료전화